# カーリー・レイス
カーリー・レイス（英語: Kali Reis、1986年8月24日 - ）は、アメリカ合衆国のプロボクサー、女優である。元WBA・WBO・IBO女子世界スーパーライト級王者。

## 来歴
ロードアイランド州プロビデンスにて5人兄弟の末っ子として生まれる。アメリカ先住民（チェロキー、ニプマクなど）とカーボベルデ人の血を引く。

### ボクシング
2008年9月6日、ボストンにてプロボクサーデビューを勝利で飾る。
2010年7月9日、プロ3戦目で初黒星。
2011年12月9日にKate Aversaに勝利。
2012年6月29日の試合で勝利して3連勝を飾るが、バイク事故に遭い欠場。
2013年11月7日、復帰戦としてトリー・ネルソンが持つWIBA世界ウェルター級王座に挑戦するが、判定で敗れる。
2014年11月12日、バミューダ諸島にてテレサ・ペロッツィが持つIBA女子世界ミドル級王座に挑戦し、3回TKOで王座奪取に成功。
2015年5月2日、クリスティーナ・ハマーが持つWBO女子世界ミドル級王座に挑戦するが、0-3判定負け。
2015年10月17日、ハンナ・ガブリエルが持つWBO女子世界スーパーウェルター級王座に挑戦するが、0-3判定負け。
2016年2月19日、Victoria Cisnerosを1回TKOで降し、UBF女子世界ミドル級王座獲得。
2016年4月16日、マリセラ・コルネホとのWBC女子世界ミドル級王座決定戦に挑み、2-1判定で勝利し王座獲得。
2016年11月5日、WBO王者クリスティーナ・ハマーとの王座統一戦に挑むが、0-3判定で返り討ちにされWBC王座陥落。
2018年5月5日、カリフォルニア州カーソンのスタブハブ・センター・テニスコートにて、HBOがボクシング放送開始以来45年間で初めて放送する女子の試合として、ゲンナジー・ゴロフキンvsバネス・マーティロスヤンの前座でセシリア・ブレークフスが持つ5団体統一ウェルター級王座に挑戦し、7回にダウンを奪うが0-3（92-97、93-96×2）の判定で敗れ。この試合でブレークフスは5万ドル（約550万円）、レイスは2万ドル（約220万円）のファイトマネーを稼いだ。
2020年11月6日、カンディ・ワイヤットとのWBA女子世界スーパーライト級王座決定戦に挑み、3-0判定で勝利し2階級制覇達成。
2021年8月20日、ダイアナ・プラザック相手にWBA王座初防衛とIBO王座を懸けて戦い、2-0判定でWBA王座初防衛とIBO王座獲得を果たす。
2021年11月19日、ジェシカ・カマラ相手WBA王座2度目とIBO王座初防衛、WBO王座を懸けて戦い、2-1判定でWBA王座2度目とIBO王座初防衛、WBO王座獲得を果たす。

### 女優
2021年、映画『Catch the Fair One』の主演として女優デビューを果たし、第37回インディペンデント・スピリット賞にノミネートされた。
2024年放送の『TRUE DETECTIVE』シーズン4 (True Detective Night Country) に主演した。

## 獲得タイトル
- IBA女子世界ミドル級王座
- UBF女子世界ミドル級王座
- WBA女子世界スーパーライト級王座
- IBO女子世界スーパーライト級王座
- WBO女子世界スーパーライト級王座